# Stanisław Lem
Stanisław Herman Lem [▶] (Lavov, 12. rujna 1921. — Krakov, 27. ožujka 2006.), poljski književnik, satiričar, filozof i futurolog. Jedan od najpoznatijih pisca i teoretičara znanstvene fantastike i najprevođeniji poljski književnik.

## Životopis
Stanisław Herman Lem rođen je 12. rujna 1921. u (tada poljskom) galicijskom gradu Lavov gdje je i proveo djetinstvo. Usprkos židovskog podrijetla njegove obitelji bio je odgojen kao katolik, ali se konačno smatrao ateistom.
Za vrijeme sovjetske okupacije od 1940. do 1941. studirao je medicinu na Medicinskom sveučilištu u Lavovu. Nakon njemačke okupacije prekine svoj studij i služeći se lažnim dokumentima radi kao automehaničar. U to vrijeme surađivao je s poljskim otporom. 1944. kad sovjetske snage ponovno uđu u Lavov Lem nastavi svoj studij. 1946. zajedno s cijelom obitelji seli se iz Lavova, koji biva priključen SSSR-u, u Krakov, gdje 1948. završava studij medicine na Jagelonskom sveučilištu. U to vrijeme počinje se baviti pisanjem. Svoje prvo književno djelo »Człowiek z Marsa« (Čovjek s Marsa) objavljeno je u nastavcima u poljskom časopisu Nowy Świat Przygód.
Krajem 1950-ih i početkom 1960-ih nastaju Lemovi najpoznatiji romani »Eden«, »Powrót z gwiazd« (Povratak sa zvijezda), »Solaris«,  »Niezwyciężony« (Nepobjedivi), »Głos pana« (Glas gospodara) i »Cyberiada«.
Lem je 1973. primljen za počasnog člana Američkog udruženja pisaca znanstvene fantastike (Science Fiction Writers of America). No, nakon oštre Lemove kritike američke znanstvenofantastične književnosti, udruga je 1976. donijela odluku da se Lemu oduzme počasno članstvo. Kasnije udruga mu je nudila redovno članstvo, što je Lem odbio.
Kad je u prosincu 1983. godine uvedeno ratno stanje Lem napušta Poljsku i seli se u Zapadni Berlin, a zatim u Beč. U Beču je napisao romane Pokój na ziemi i Fiasko — svoje posljednje znanstvenofantastično djelo. Vratio se tek 1988. u Krakov.
Od 1989. ne piše više znanstvenu fantastiku i bavi se isključivo publicistikom, futurologijom i esejistikom.
Preminuo je 2006. u Krakovu u 85. godini života.

### Nagrade
- 1957. Književna nagrada grada Krakova
- 1965. Nagrada ministra kulture i umjetnosti
- 1973. Nagrada ministra vanjskih poslova za popularizaciju poljske kulture u inozemstvu
- 1973. Književna nagrada ministra kulture i umjetnosti
- 1976. Državna nagrada za književnost
- 1981. Doktorat honoris causa tehničkog fakulteta u Wrocławu[4]
- 1985. Austrijska državna nagrada za europsku književnost
- 1991. Nagrada Franz Kafka za književnost
- 1994. Nagrada Jan Parandowski poljskog PEN-kluba[5]
- 1996. Order Orła Białego[6]
- 1997. Počasno građanstvo grada Krakova i Doktorat honoris causa sveučilišta u Opolu[7]
- 1998. Doktorat honoris causa Jagelonskog sveučilišta[8] i sveučilišta u Lavovu
- 2003. Doktorat honoris causa sveučilišta u Bielefeldu[9]
- 2004. Član akademije umjetnosti u Berlinu

## Djela
Djela navedena bez hrvatskog naslova nisu prevedena na hrvatski jezik.

### Romani i zbirke priča
- 1946. Człowiek z Marsa (Prvo književno djelo Lema, objavljeno u nastavcima u poljskom časopisu Nowy Świat Przygód, a tek 1994. kao samostalna knjiga)
- 1951. Astronauci
- 1955.
  - Obłok Magellana (hrv. Ana sa zvijezda, Zagreb 1965.)
  - Szpital Przemienienia
- 1957. Dzienniki gwiazdowe
- 1959.
  - Eden
  - Inwazja z Aldebarana
  - Śledztwo
- 1961.
  - Pamiętnik znaleziony w wannie (hrv. Memoari pronađeni u kadi, NEBULA, Pula 2021.)
  - Powrót z gwiazd (hrv. Povratak sa zvijezda, Zagreb 1964.)
  - Solaris (hrv. Solaris, Zagreb 2004.)
  - Księga robotów
- 1963. Noc księżycowa
- 1964.
  - Niezwyciężony i inne opowiadania
  - Bajki robotów
- 1965.
  - Polowanie
  - Cyberiada
- 1968.
  - Głos Pana
  - Opowieści o pilocie Pirxie
  - Wysoki zamek (autobiografsko djelo)
- 1971. Bezsenność
- 1976.
  - Katar
  - Maska
- 1979. Powtórka
- 1981. Golem XIV
- 1982. Wizja lokalna
- 1987.
  - Pokój na Ziemi (Prvotisak objavljen 1986. u njemačkom prijevodu)
  - Fiasko (Prvotisak objavljen 1986. u njemačkom prijevodu)
- 1993. Pożytek ze smoka

### Recenzije nepostojećih knjiga
- 1971. Doskonała próżnia
- 1973. Wielkość urojona
- 1984. Prowokacja
- 1986. Biblioteka XXI wieku

### Filozofska djela i esejistika
- 1957. Dialogi
- 1964. Summa technologiae
- 1968. Filozofia przypadku
- 1970. Fantastyka i futurologia
- 1975. Rozprawy i szkice
- 1995. Lube Czasy
- 1996.
  - Sex Wars
  - Tajemnica chińskiego pokoju
- 1997. Dziury w całym
- 1999. Bomba megabitowa
- 2000. Okamgnienie
- 2002.
  - Dyktanda czyli…
  - Listy albo opór materii
- 2003. Dylematy
- 2004. Krótkie zwarcia
- 2005. Lata czterdzieste. Dyktanda
- 2006. Rasa drapieżców. Teksty ostatnie

## Ekranizacije
- 1960. Der Schweigende Stern / Milcząca Gwiazda (DDR/Poljska), prema romanu Astronauci
- 1963. Ikarie XB 1 (Čehoslovačka), prema romanu Obłok Magellana (Ana sa zvijezda)
- 1965.
  - Profesor Zazul (Poljska), prema priči III - Ze wspomnień Ijona Tichego, iz zbirke Księga robotów
  - Przyjaciel (Poljska), ekranizacija istoimene priče iz zbirke Inwazja z Aldebarana
- 1968.
  - Przekładaniec (Poljska)
  - Solaris (SSSR), televizijski film redatelja Borisa Nirenburga
- 1972.
  - Solaris (SSSR), film Andreja Tarkovskog
  - Pirx pilóta kalandjai (Mađarska), televizijska serija prema Opowieści o pilocie Pirxie
- 1973. Śledztwo (Poljska)
- 1978.
  - Test pilota Pirxa / Дознание пилота Пиркса (Poljska/SSSR)
  - Un si joli village (Francuska), prema romanu Śledztwo
  - Szpital przemienienia (Poljska)
- 1988. Victim of the Brain (Nizozemska), prema romanu Pokój na Ziemi
- 1994. Marianengraben (Njemačka), prema izvornom scenariju
- 1997. Śledztwo (Poljska)
- 2002. Solaris (SAD), film Stevena Soderbergha
- 2007. Ijon Tichy: Raumpilot (Njemačka), televizijska serija prema Dzienniki gwiazdowe